# Стрежневський плацдарм

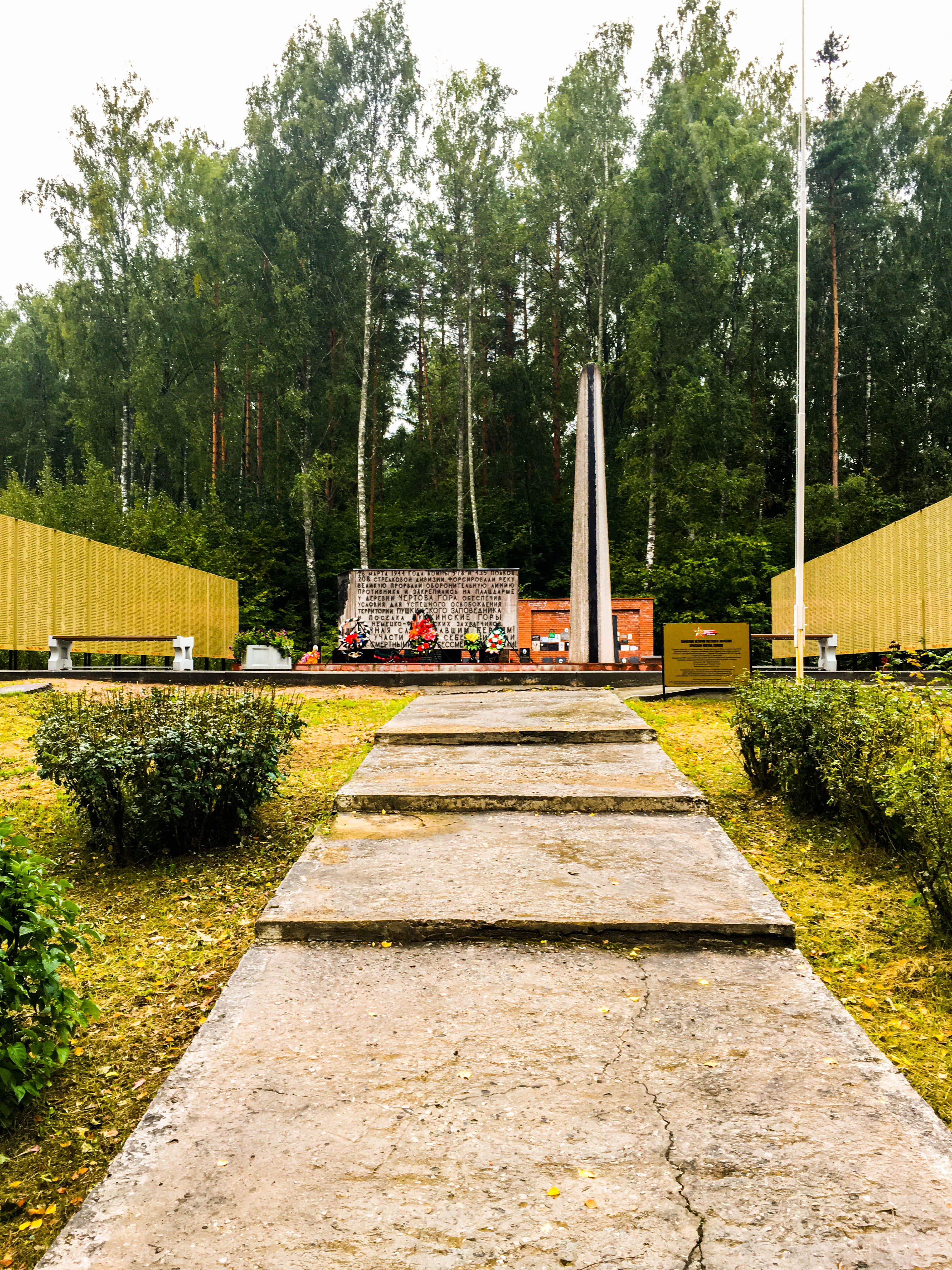
Пам'ятний меморіал біля села Чортова Гора

Стрежневський плацдарм мав невелику площу — по фронту до 8 кілометрів та вглиб 2-4 км, утримувався радянськими військами на західному березі річки Велика — територія Пушкіногорського району Псковської області, за 8-10 км на північний захід від смт Пушкінські Гори. Був зайнятий військами 2-го Прибалтійського фронту під час наступу наприкінці березня 1944 року. Бої на плацдармі точилися до липня 1944-го.
В останніх числах лютого 1944 року радянські війська з боями підійшли до річки Велика, на протилежному березі якої нацистами було створено потужний оборонний рубіж, в складі якого були ретельно замасковані укріплені доти, артилерійські та кулеметні точки. За таких умов форсувати Велику треба було після спеціальної підготовки, проте керівництво Другого Прибалтійського фронту наполягало на чимшвидшому продовженні наступу.
44-му стрілецькому корпусу, що входив до складу 22-ї армії (командував генерал Геннадій Коротков) Другого Прибалтійського фронту наказувалося командиром корпусу генералом Михайлом Клешніним силами 2 дивізій в ніч з 25 на 26 березня 1944 року форсувати річку Велика та на західному березі вийти на дорогу Печане — Яхнова та в подальшому перебрати контроль над шосе Пушкінські Гори — Новгородка.
У ніч на 26 березня 33-тя стрілецька (командував генерал Іван Грибов) та 115-та стрілецька дивізії долають річку Велика біля сіл Глижино (згодом увійшло до складу села Алуферово), Кузовиха та Печане, вибивають нацистські сили з укріплених позицій та займають села Бельково, Заброво та Кузовиха. Підрозділи 182-ї (полковник Василь Шатилов) — біля села Середкіно-Слепні, молодший сержант Сергій Громков при переправі придушив вогонь 2-х дзотів противника. У другій частині дня 26 березня до бою вводиться 8-ма гвардійська (командував полковник Д. А. Дулов) та 26-ї стрілецькі дивізії (полковника Корнилія Черепанова) для розвитку успіху.
За чверть до 7-ї ранку починається радянська артилерійська підготовка на ділянці прориву Глизіно — Кузовиха, після того піхотні полки кидком по льоду долають річку Велику, котра була в тому місці відносно неширокою та розпочинається бій з німецькими вояками у траншеях. У противника було захоплено 5 артилерійських батарей на вогневих позиціях з повним комплектом набоїв, червоноармійці використовують їх проти німецьких сил. Були захоплені німецькі полонені, котрі засвідчили, що радянський наступ на 1 годину випередив плановану нацистську контратаку.
До 14-ї години дня 26 березня частини 44-го стрілецького корпусу перетинають дорогу Печане — Яхнова та займають села Глижино, Гнилуха, Горушка, Забоєво, Мішни, Мошино — ці села й стали Стрежневським плацдармом (від назви села Стрежнево, що знаходилося поблизу).
27 березня нацисти намагалися ліквідувати плацдарм, того дня було відбито 8 їх контратак; сапери та артилеристи з 27-ї артилерійської дивізії довозять через Велику танки Т-34.
З 5 квітня на плацдарм почали прибувати підрозділи 10-ї гвардійської армії (командував генерал Михайло Казаков). Серед сил, що протистояли радянським воякам, були частини 15-ї гренадерської дивізії СС.
Німецькі сили облаштовують укріплений пункт спостереження у селі і фортеці Воронич, звідти прострілювався весь плацдарм.
Протягом німецьких контратак та авіаційних нальотів з 7-го по 18 квітня на плацдармі загинуло до 4050 червоноармійців. 18 квітня 10-й армії поступає наказ переміститися за Новоржев, силам фронту перейти до оборони; начальника Другого Прибалтійського фронту генерала Маркіан Попов понижено в званні — «за зловживання спиртним».
13 липня 1944 року під час наступу в ході Псковсько-Островської операції радянські війська 1-ї ударної армії (командував генерал Никанор Захватаєв) вибили нацистів з Пушкінських Гір та зайняли близько 30 населених пунктів, у тому числі станцію Тригорська — протистояла частина сил нацистської 16-ї армії — 32-га, 83-тя та 218-та піхотні дивізії.
Існують братські могили в селах Чортова Гора та Вече, куди привозили полеглих з плацдарму та з польового госпіталю; там похований командир полку Єрмолаєв, іменем якого пойменована вулиця в Пушкінських Горах. В братські могилі на Чортовій Горі було станом на початок 1990-х років поховано 3600 бійців. згодом відбувалися допоховання — у 2005-му — 150, 2006 — 218, 2007 та 2008-му — 50.